# ソラノウタ (石田燿子のアルバム)
『ソラノウタ』は、石田燿子の1枚目のコンセプト・アルバム。2018年12月19日に日本コロムビアより発売された。

## 概要
- 前作『Rainbow Wonderland』から約3年半ぶりのリリースとなる。
- デビュー25周年とテレビアニメ『ストライクウィッチーズ』10周年を記念したアルバムで、ワールドウィッチーズシリーズから歴代の主題歌に加え、キャラクターソングのカバー曲、さらに石田がワールドウィッチーズをモチーフに歌詞を書いたナンバー「ソラノイロ」が収録されている。
- ジャケット写真は石田本人が撮り下ろし写真が使用され、『ストライクウィッチーズ』の作者である島田フミカネが描いた、石田をモチーフにした人物「石田大尉」のイラストを意識した衣装とポージングに仕上がっている[2]。

## 収録内容
| #         | タイトル                                      | 作詞               | 作曲       | 編曲                 | 時間  |
| --------- | --------------------------------------------- | ------------------ | ---------- | -------------------- | ----- |
| 1.        | 「STRIKE WITCHES ～わたしにできること～」     | 只野菜摘・高村和宏 | 宅見将典   | 宅見将典             | 4:14  |
| 2.        | 「Sweet Duet」(Duet with rino and Aki Misato) | 三浦誠司           | Funta7     | Funta7               | 4:17  |
| 3.        | 「ブックマーク ア・ヘッド」                   | 只野菜摘           | 橋本由香利 | 橋本由香利           | 4:08  |
| 4.        | 「private wing」                              | 深青結希           | 若林充     | 草野よしひろ         | 4:13  |
| 5.        | 「STRIKE WITCHES 2 ～笑顔の魔法～」           | 高村和宏・森浩太   | 森浩太     | 大堀薫               | 4:12  |
| 6.        | 「Over Sky」                                  | 深青結希・高村和宏 | 若林充     | 梅堀淳・佐藤ノリチカ | 4:15  |
| 7.        | 「約束の空へ ～私のいた場所～」               | 渡部紫緒           | 坂部剛     | 坂部剛               | 4:10  |
| 8.        | 「Connect Link」                              | 石井伸昴           | 石井伸昴   | 草野よしひろ         | 4:48  |
| 9.        | 「Fly Away」                                  | 渡辺徹・BOUNCEBACK | 渡辺徹     | 渡辺徹               | 4:45  |
| 10.       | 「もっと強く、もっと速く」                    | 森月キャス         | 睦月周平   | 睦月周平             | 4:31  |
| 11.       | 「アシタノツバサ」                            | Mio Aoyama         | 堀江晶太   | 堀江晶太             | 4:04  |
| 12.       | 「LITTLE WING ～Spirit of LINDBERG～」        | 渡瀬マキ           | 川添智久   | 岡野祐次郎           | 4:00  |
| 13.       | 「ピースメーカー」                            | eNu                | 睦月周平   | 睦月周平             | 4:11  |
| 14.       | 「Moonlight Trip」                            | ミズノゲンキ       | 睦月周平   | 睦月周平             | 4:12  |
| 15.       | 「Fly up so high」                            | 渡部紫緒           | 坂部剛     | 坂部剛               | 4:52  |
| 16.       | 「ソラノイロ」                                | 石田燿子           | 田村ジュン | 草野よしひろ         | 4:22  |
| 合計時間: | 合計時間:                                     | 合計時間:          | 合計時間:  | 合計時間:            | 69:14 |